# الکساندر استوارت (دانشمند)
الکساندر استوارت (انگلیسی: Alexander Stuart؛ زاده ۱۶۷۳ – درگذشته ۱۷۴۲) فیلسوف طبیعی و پزشک بریتانیایی بود.
او در شهر ابردین اسکاتلند زاده شد.
او در سال ۱۶۹۱ از کالج ماریشال دانشگاه آبردین با درجهٔ کارشناسی ارشد فارغ‌التحصیل و جراح نیروی دریایی شد، او از سال ۱۷۰۱ تا ۱۷۰۴ در لندن و از سال ۱۷۰۴ تا ۱۷۰۷ در اروپا خدمت کرد. او در حالی که روی دریا در کشتی کار می‌کرد شرح عمل جراحی‌هایش را یادداشت کرد و نمونه‌هایی از موجودات جدید را برای هنس اسلون فرستاد که چند تا از گزارش‌هایش در مورد چنین حیواناتی در نشریه علمی تبادلات فلسفی در جامعه سلطنتی چاپ شد.
در سال ۱۷۰۸ پس از بازگشت به خشکی برای گرفتن مدرک پزشکی به دانشگاه لیدن در هلند رفت و در ۲۲ ژوئن ۱۷۱۱ از آنجا فارغ‌التحصیل شد. او برای مدتی کوتاه در نیروی زمینی بریتانیا به عنوان پزشک خدمت کرد، اما سرانجام به انگلستان بازگشت. در سال ۱۷۱۴ به عنوان همکار انجمن سلطنتی انتخاب شد. و در سال ۱۷۱۹ اولین پزشکی شد که در بیمارستان وست‌مینیستر طبابت می‌کر. او در سال ۱۷۳۳ به بیمارستان سینت جرج منتقل شد. او در سال ۱۷۲۸ پزشک ویژه کارولین همسر جرج دوم شد و در همان سال به عنوان همکار انجمن سلطنتی پزشکان انتخاب شد. او در سال ۱۷۳۶ بازنشسته شد.
او در سال ۱۷۳۸ به دعوت انجمن سلطنتی اولین سخنرانی‌اش را ارائه کرد و در ۱۷۴۰ مدال کاپلی را از همان انجمن دریافت کرد. او در ۱۷۴۰ دومین سخنرانی‌اش را به دعوت انجمن ارائه کرد.
علیرغم پولی که به عنوان پزشک ویژه دریافت می‌کرد، زمانی که در ۱۵ سپتامبر ۱۷۴۲ درگذشت به شدت بدهکار بود.